# Herman Meganck
Pour les articles homonymes, voir Meganck.
Herman Meganck, né le 20 novembre 1792 à Nevele, près de Deinze, en Flandre orientale (Belgique) et décédé le 24 août 1853 à Louvain (Belgique) est un prêtre jésuite belge, pamphlétaire anti-orangiste et fondateur des Facultés universitaires Notre-Dame de la Paix à Namur.

## Biographie

### Jeunesse et formation
Après des études secondaires commencées à Gand et terminées à Roulers, Meganck souhaite être prêtre et entre au grand séminaire de Gand. Au début du XIXe siècle, les esprits y sont fort agités, et divisés entre allégeance à l’évêque concordataire imposé par Napoléon (Mgr de La Brue) et l’autre, révoqué et proscrit, Maurice de Broglie. Meganck se rallie à l’évêque proscrit. 
Arrêté (avec d’autres séminaristes) et emprisonné à la forteresse de Wesel, il en sort lorsque celle-ci est prise les Prussiens (1813). Revenu au séminaire de Gand il apprend que le pape Pie VII est sur le point de rétablir la Compagnie de Jésus. Herman Meganck y demande son admission. Il entre au noviciat récemment ouvert, et provisoirement installé, au château de Rumbeke.  Les troubles politiques causés par les changements de régime font que le groupe de novices déménage souvent. Il termine ces premières années de formation au château de Destelbergen.
Nouvel exil lorsque l’évêque de Gand, Maurice de Broglie auquel il est resté fidèle, est condamné à la déportation par le roi des Pays-Bas Guillaume Ier. Meganck s’installe provisoirement à Hildesheim, en Allemagne où il reçoit l’ordination sacerdotale en 1820(?). Il est ensuite nommé au collège jésuite de Brigue en Suisse, qui a rouvert ses portes. Il y enseigne la philosophie et les lettres (1821-1823). 

### Présence clandestine en Belgique
Meganck rentre clandestinement en Belgique en 1823 et demeure quelque temps à Liège où il ouvre le collège de Beauregard.  Dénoncé, il repart en Suisse mais revient dans son pays natal, cette fois à Namur, à la demande du vicaire capitulaire Cuvelier. Toujours menacé il cache son identité de jésuite et réside à Ychippe, tout en étant vicaire à la paroisse Notre-Dame de Namur.  En fait il est supérieur du petit groupe (dispersé) des quatre jésuites présents à Namur. 
Il se lance dans le journalisme clandestin et rédige articles et pamphlets contre la politique religieuse de Guillaume Ier, particulièrement contre la mainmise que le roi garde sur le séminaire joséphiste ouvert par ses soins à Louvain (en 1825). 

### Fondation du collège de Namur
Tout change en 1830 avec la révolution belge suivie de l’indépendance de la partie méridionale des Pays-Bas (la ‘Belgique’) et surtout le retour des libertés religieuses. À 38 ans Meganck commence une nouvelle vie, de bâtisseur, cette fois. Sur mission reçue de son provincial et avec l’aide financière de plusieurs familles namuroises dont celle du nouveau bourgmestre, Jean-Baptiste Brabant, il achète les bâtiments de l’ancienne abbaye bénédictine de la Paix-Notre-Dame, se trouvant rue de Bruxelles. D’importants travaux restaurent ce qui peut l’être et agrandissent les bâtiments. Une église est construite (face au palais de justice) et est ouverte au culte en 1835.
Le nouveau collège – qui hérite de la statue mariale ‘Notre-Dame de la Paix’ - garde le nom de l’ancienne abbaye, en le modifiant légèrement: 'Notre-Dame de la Paix'. Les cours s’ouvrent en 1831. Au départ, les élèves ne sont qu’une douzaine, tous internes. En juillet 1832 lorsque les 12 premiers élèves sont promus, Meganck, premier recteur de l’institution, les envoie en mission : « allez, vous êtes mes douze apôtres ». 

### Restaurateur et bâtisseur
En 1836, son mandat terminé, Meganck est envoyé à Louvain négocier le rachat d’un refuge monastique en ville pour en faire le scolasticat jésuite. Plus tard il est à Gand, toujours comme restaurateur et bâtisseur. Il y organise la nouvelle résidence, dans l’ancien refuge des moniales bernardines d’Oosteeklo.  Meganck a une notoriété indéniable. Aussi est-il envoyé à Bruxelles en 1850 pour régler certaines questions avec le gouvernement libéral. Il en profite pour mettre la main à l'église du nouveau collège Saint-Michel qui venait d'ouvrir ses portes le long de la rue des Ursulines. Consacrée en 1852, l'église à coupole néoclassique est abondamment décorée de stucs d’inspiration baroque.  Le chœur a toutefois été amputé lors de l’aménagement d’une grande cour autour de laquelle ont été bâtis les nouveaux locaux conçus entre 1909 et 1914 par l’architecte Georges Cochaux (nl).
Le 12 mai 1853 il est nommé vice-provincial des Jésuites belges. Mais il meurt trois mois plus tard, à Louvain d’une hémorragie cérébrale (24 août 1853). Il est enterré au cimetière de l’abbaye de Parc (Heverlee).

## Sources
- André Dulière, Les nouveaux fantômes des rues de Namur,  Namur, Presses de l’Avenir, 1983, pp.380-390.
- Camille Joset, L'origine des facultés de Namur (1831-1845), dans Études d'histoire et d'archéologie namuroise, dédiées à Ferdinand Courtoy, Namur, 1952, pp.969-984.